# Pseudochoeromorpha
Pseudochoeromorpha är ett släkte av skalbaggar. Pseudochoeromorpha ingår i familjen långhorningar.
Kladogram enligt Catalogue of Life:
| Pseudochoeromorpha | \| \| Pseudochoeromorpha lar \| \| \| \| \| \| Pseudochoeromorpha ochracea \| \| \| \| \| \| Pseudochoeromorpha siamensis \| \| \| \| \| \| Pseudochoeromorpha vagemarmorata \| \| \| \| |
|                    | \| \| Pseudochoeromorpha lar \| \| \| \| \| \| Pseudochoeromorpha ochracea \| \| \| \| \| \| Pseudochoeromorpha siamensis \| \| \| \| \| \| Pseudochoeromorpha vagemarmorata \| \| \| \| |
|                    | Pseudochoeromorpha lar |
|                    | |
|                    | Pseudochoeromorpha ochracea |
|                    | |
|                    | Pseudochoeromorpha siamensis |
|                    | |
|                    | Pseudochoeromorpha vagemarmorata |
|                    | |